# Henry Clements
Henry Clements foi um político irlandês.
Clements nasceu no condado de Cavan e foi educado no Trinity College, em Dublin.
Clements representou o condado de Cavan de 1729 a 1745.